# Lew Welch
Lew Welch (Phoenix, Arizona), 16 augustus, 1926  – Nevada City, Californië, mei 1971) was een Amerikaans dichter. Welch was een van de minder bekende dichters van de Beat Generation. Hij schreef een scriptie over Gertrude Stein die hem zeer beïnvloedde in zijn poëtische werk. 
In 1948 ging Welch naar het Reed College waar hij ging samenwonen met Gary Snyder en Philip Whalen. Mede onder invloed van deze twee dichters ging Welch zich volledig richten op zijn loopbaan als dichter. Eind jaren 50 had hij succes. In San Francisco werd hij een van de dragende krachten van de nieuwe dichtbeweging. In 1960 verscheen zijn eerste bundel Wobbly Rock. 
De literaire carrière van Welch werd sterk beïnvloed door zijn aanvallen van depressiviteit en zwaar alcoholgebruik. Ook in zijn persoonlijke relaties was hij niet gelukkig. Toen in 1971 opnieuw een relatie op de klippen was gelopen trok Welch zich terug in het huis van Snyder. Op 23 mei 1971 vond Snyder een zelfmoordbriefje van Welch in diens truck. Het wordt aangenomen dat Welch zelfmoord gepleegd heeft, hoewel zijn lichaam nooit gevonden is.
Lew Welch is drinkebroer Dave Wain in Jack Kerouacs roman Big Sur.
Aram Saroyan schreef een boek over Welch and the Beat scene met de titel Genesis Angels.
- Bibsys: 90525858
- Bibliothèque nationale de France: cb14004409w (data)
- Gemeinsame Normdatei: 122341880
- International Standard Name Identifier: 0000 0000 8393 5741
- Library of Congress Control Number: n79109741
- MusicBrainz: 3eb3c1df-6db8-4059-a0ba-f64d5c7abfde
- Nationale Bibliotheek van Tsjechië: xx0258170
- Nationale Bibliotheek van Israël: 987007417413105171
- Nederlandse Thesaurus van Auteursnamen: 138891567
- SNAC: w6qs76mg
- Virtual International Authority File: 72272999
- WorldCat: E39PBJm9grpgYHbTqWGxqkvmBP